# الإبحار باليخوت

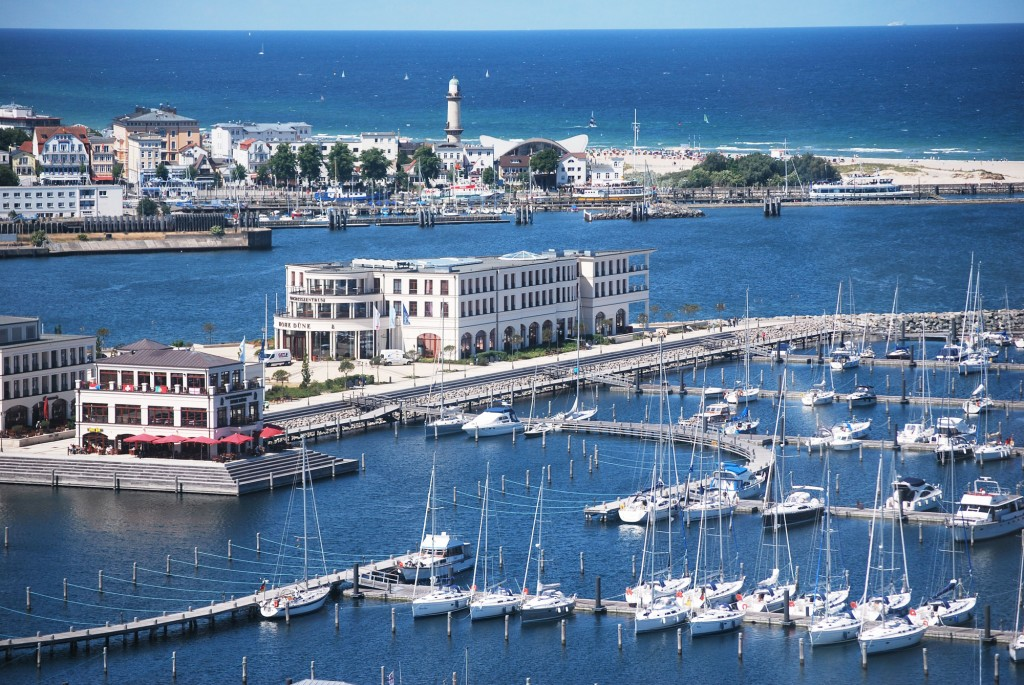
منظر جوي لنادي اليخوت والمرسى ، Yacht Harbour Residence "Hohe Düne"، في روستوك ، ألمانيا

الإبحار باليخوت هو استخدام قوارب وسفن ترفيهية تسمى اليخوت للسباق أو الإبحار. تتميز اليخوت عن بقية السفن بشكل رئيسي بأنها مصممة خصيصاَ لأغراض الترفيه والراحة. كلمة «يخت» مشتقة من الكلمة الهولندية ((jacht)) والتي تعني المطاردة. في المسابقات التي تستخدم فيها المراكب الشراعية، يُطلق على السباق الإبحار، أما في المسابقات التي تستخدم فيها الزوارق البخارية أو الآلية، يطلق على السباق (سباق الزوارق السريعة).

## سياحة اليخوت
تمثل سياحة اليخوت نمطاً جديداً أو نوعاً من أنواع السياحة الرياضية، وسياحة اليخوت هي أغلى أنواع السياحة حيث أن أصحابها غالباً من الأثرياء الذين يبحرون للاستجمام مع قدرة مالية كبيرة على الإنفاق، وبالتالي فإن عائدها الاقتصادي كبير لمصلحة السياحة.
وتقدر قيمة سياحة اليخوت في منطقة البحر المتوسط بحوالي 300 مليار دولار سنويًا، وفقاً للتقديرات العالمية، تستحوذ الدول الأوروبية المطلة على سواحل البحر المتوسط على 50% منها، كما أنها تسهم إسهاماً كبيراً في توفير فرص عمل مباشرة بمعدل 4.4 وظيفة مباشرة لكل يخت، بالإضافة إلى 100 وظيفة غير مباشرة؛ وذلك في قطاعات: الضيافة، وشركات ووكالات السفر والسياحة والخدمات؛ إذ تشير التقديرات إلى أنها وفرت نحو 180 ألف فرصة عمل في أوروبا عام 2016.
ومن الدول العربية التي تشهد انتعاشة في سياحة اليخوت منذ سنوات؛ كونها غنية بالمقومات المؤهلة لذلك؛ دولة الإمارات، حيث تجذب عددًا كبيرًا من سياح اليخوت، وتهتم دبي على سبيل المثال بدعم سياحة اليخوت، باعتبارها سياحة أكثر خصوصية؛ كونها تعني الاستمتاع مع العائلة والأصدقاء فقط، كما أنها نزهة مثالية في ظل الوباء.
ومن الدول العربية التي توجه اهتمامًا خاصًا لسياحة اليخوت في الوقت الحالي دولة مصر نظراً لتمتعها بمناخ ملائم على مدار العام؛ ما يسمح بسياحة اليخوت طوال العام أو تخزين اليخوت الأجنبية خلال فترة الشتاء.
فهي تحتضن «مارينا نعمة»، ومارينا الغردقة التي تستوعب 188 يختًا في وقت واحد. وتتميز مصر بأكثر من 2400 كم من السواحل والشواطئ الخلابة، وتزخر بالمنتجعات السياحية المميزة، والمناطق الجاذبة، خاصة فيما يتعلق بالغوص والرياضات البحرية؛ لذا قررت النظر إلى سياحة اليخوت؛ كون متوسط الإنفاق اليومي لسائح اليخوت يزيد بنسبة 94% عن السائح العادي.
وأعلنت وزارة السياحة المصرية، عن تجهيز منصة خاصة لسياحة اليخوت يُمثَل فيها جميع الجهات المعنية لتبسيط الإجراءات والحصول على الموافقات وإصدار فاتورة موحدة.
وتعد منطقة البحر الأبيض مركزًا هامًا لسياحة اليخوت على مستوى العالم، حيث يجوب المنطقة أكثر من 30 ألف يخت سنويًا.
كذلك تهتم دول عربية أخرى مثل المغرب وتونس والجزائر، بسياحة اليخوت بشكل كبير؛ إذ تسعى المغرب إلى عدم اقتصار سياحة اليخوت على الأغنياء فقط؛ بدعم فكرة تأجير اليخوت، خاصة في “أكادير” التي تتمتع بمناظر طبيعية ساحرة.
وتتطلب سياحة اليخوت لتكون عالمية تشريعات تسمح بعبور يخوت الأثرياء إلى مختلف البحار حول العالم، وتقليل المعوقات والخطوات الروتينية؛ للمساهمة في إنعاش قطاع واعد في السياحة البحرية.
وتواجه سياحة اليخوت معوقات عديدة من أبرزها: أن مالكي اليخوت يفضلون الذهاب إلى المناطق ذات الجزر القريبة من الشواطئ؛ لأنها أكثر أمانًا؛ وهو ما لا يتوفر في جميع الدول؛ لذا تسعى الحكومات لإنشاء مرفأ لليخوت كبديل لهذه الجزر؛ ما قد يكلفها الكثير.
كذلك تحتاج الدول- التي تمتلك طبيعة ساحرة- إلى التوسع في صناعة اليخوت لجذب السياح إلى رحلات اليخوت فيها، فضلًا عن المشكلة التي قد تواجه الترويج والنفاذ إلى الأسواق المحليّة والخارجية.
وهناك أيضًا معاناة من المشاكل الهيكلية والتشريعية التي تعيق تطور هذا القطاع وتحد من مساهمته في الجهود التنموية؛ مما يحتم وضع تشريعات وإجراءات أكثر مرونة لجذب سياح اليخوت.

## روابط خارجية
- </img>